# Isaak Touré
Souleymane Isaak Touré (Gonesse, 28 marzo 2003) è un calciatore francese, difensore del Lorient.

## Caratteristiche tecniche
Difensore centrale dalla stazza fisica imponente (2,06 per quasi 100 kg di peso) nonostante la stazza dispone buona tecnica e rapidità.
Inoltre attualmente, è il calciatore più alto che milita in Serie A, dove al secondo posto troviamo Vanja Milinkovic-Savic alto 201 cm.

## Carriera

### Club
Cresciuto nel settore giovanile del Le Havre, l'11 luglio 2020 firma il primo contratto professionistico con il club francese, di durata triennale; esordisce in prima squadra il 29 agosto seguente, nella partita di Ligue 2 vinta per 1-0 contro l'Angers. Il 30 giugno 2022 viene acquistato dall'Olympique Marsiglia, con cui si lega fino al 2027; lascia tuttavia la squadra l'anno successivo e, dopo una stagione tra Auxerre e Lorient, nel 2024 passa in prestito all'Udinese, stabilendo così un singolare primato: quello di essere, con i suoi 206 cm, il calciatore più alto nella storia della Campionato Italiano. Esordisce con i friulani, nonché in Serie A, il 22 settembre, nella sconfitta per 3-0 in casa della Roma, rilevando Christian Kabasele al 75'. Il 29 dicembre segna la sua prima rete in serie A , nel pareggio casalingo contro il Torino, in cui firma il provvisorio 1-0 dei friulani. Il 26 gennaio 2025, durante la partita persa in casa contro la Roma (1-2), a seguito di un contrasto con Pisilli, subisce la rottura del legamento crociato anteriore del ginocchio destro: questo grave infortunio gli fa terminare anzitempo la stagione. A fine anno l'Udinese decide di non acquistarlo a titolo definitivo e così, dopo una stagione abbastanza sfortunata, il difensore francese fa ritorno al Lorient.

### Nazionale
Ha giocato nelle nazionali giovanili francesi Under-17, Under-19, Under-20 ed Under-21.

## Statistiche

### Presenze e reti nei club
Statistiche aggiornate al 23 dicembre 2024.
| Stagione          | Squadra             | Campionato        | Campionato | Campionato | Coppe nazionali | Coppe nazionali | Coppe nazionali | Coppe continentali | Coppe continentali | Coppe continentali | Altre coppe | Altre coppe | Altre coppe | Totale | Totale |
| Stagione          | Squadra             | Comp              | Pres       | Reti       | Comp            | Pres            | Reti            | Comp               | Pres               | Reti               | Comp        | Pres        | Reti        | Pres   | Reti   |
| ----------------- | ------------------- | ----------------- | ---------- | ---------- | --------------- | --------------- | --------------- | ------------------ | ------------------ | ------------------ | ----------- | ----------- | ----------- | ------ | ------ |
| 2019-2020         | Le Havre 2          | N3                | 3          | 0          | -               | -               | -               | -                  | -                  | -                  | -           | -           | -           | 3      | 0      |
| 2020-2021         | Le Havre 2          | N3                | 1          | 0          | -               | -               | -               | -                  | -                  | -                  | -           | -           | -           | 1      | 0      |
| Totale Le Havre 2 | Totale Le Havre 2   | Totale Le Havre 2 | 4          | 0          |                 | -               | -               |                    | -                  | -                  |             | -           | -           | 4      | 0      |
| 2020-2021         | Le Havre            | L2                | 1          | 0          | CF              | 0               | 0               | -                  | -                  | -                  | -           | -           | -           | 1      | 0      |
| 2021-2022         | Le Havre            | L2                | 17         | 0          | CF              | 0               | 0               | -                  | -                  | -                  | -           | -           | -           | 17     | 0      |
| Totale Le Havre   | Totale Le Havre     | Totale Le Havre   | 18         | 0          |                 | 0               | 0               |                    | -                  | -                  |             | -           | -           | 18     | 0      |
| 2022-gen. 2023    | Olympique Marsiglia | L1                | 5          | 0          | CF              | 0               | 0               | UCL                | 0                  | 0                  | -           | -           | -           | 5      | 0      |
| gen.-giu. 2023    | Auxerre             | L1                | 19         | 1          | CF              | 1               | 0               | -                  | -                  | -                  | -           | -           | -           | 20     | 1      |
| 2023-2024         | Lorient             | L1                | 24         | 1          | CF              | -               | -               | -                  | -                  | -                  | -           | -           | -           | 24     | 1      |
| 2024-2025         | Udinese             | A                 | 11         | 1          | CI              | 1               | 0               | -                  | -                  | -                  | -           | -           | -           | 12     | 1      |
| Totale carriera   | Totale carriera     | Totale carriera   | 81         | 3          |                 | 2               | 0               |                    | 0                  | 0                  |             | -           | -           | 83     | 3      |